# Acronicta lithospila
Acronicta lithospila är en fjärilsart som beskrevs av Augustus Radcliffe Grote 1874. Acronicta lithospila ingår i släktet Acronicta och familjen nattflyn. Inga underarter finns listade i Catalogue of Life.

## Bildgalleri

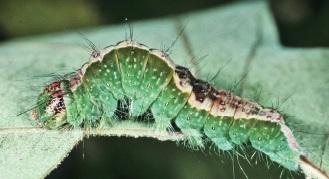